# Premier traité de Prairie du Chien
Pour les articles homonymes, voir Traité de Prairie du Chien.

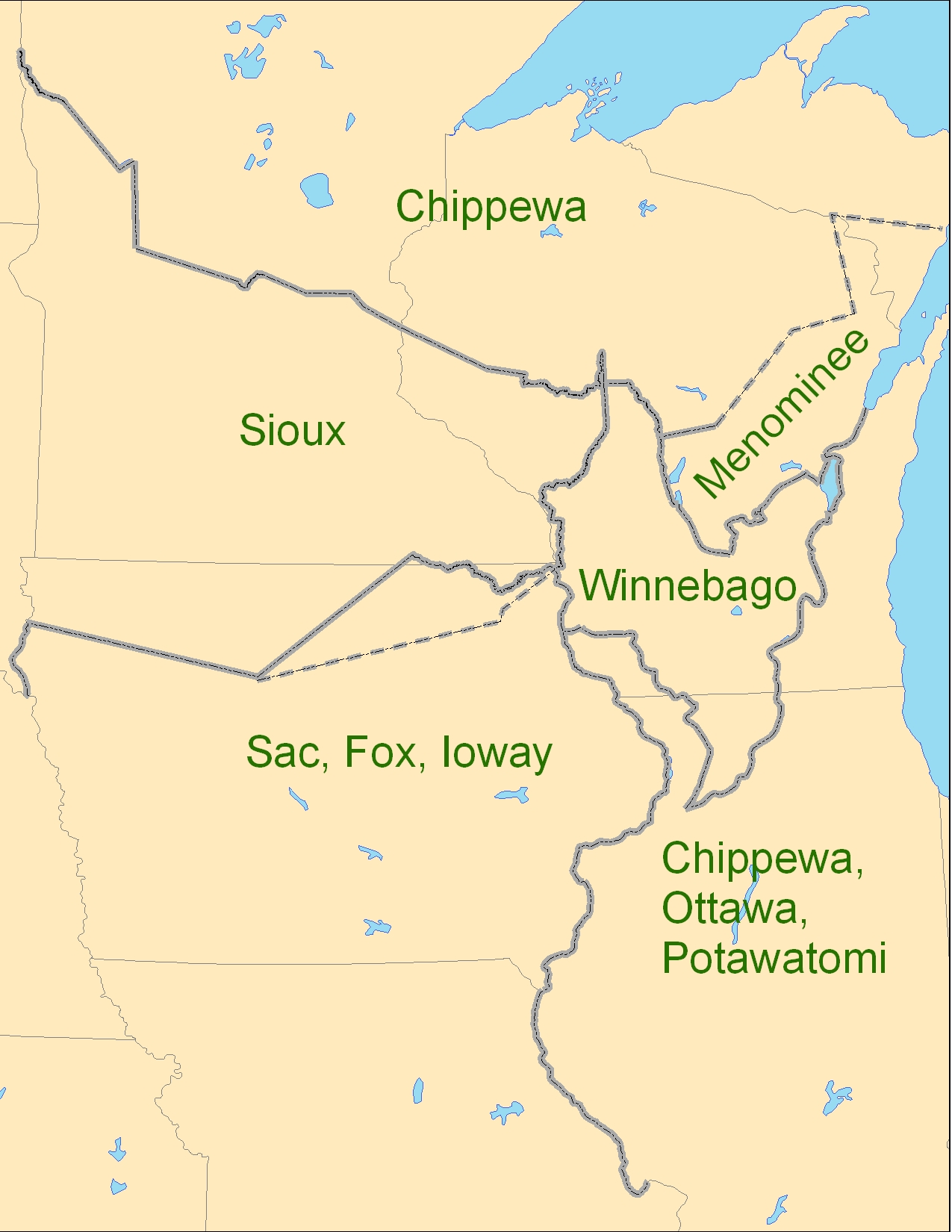
Lignes de Prairie du Chien. Les lignes en pointillé indiquent des modifications de frontière ultérieures.

Le premier traité de Prairie du Chien fut signé par William Clark et Lewis Cass pour les États-Unis et les représentants des Sioux, Sauk et Fox, Menominees, Iowas, Winnebagos le 19 août 1825 et publié le 6 février 1826.
À cause du déplacement vers l'Ouest des tribus, la Nation Sioux se retrouve souvent en conflit avec ses voisins : les peuples Ojibwés, Sauk et Fox, et Iowas. Le traité commence par établir la paix entre ces protagonistes. Il définit ensuite une frontière entre chaque groupe tribal, souvent nommée Prairie du Chien Line (la ligne de Prairie du Chien).
Pour des tribus qui n'ont jamais été confrontées à des frontières rigides, la Prairie du Chien Line fut un échec à cause d'une clause qui indiquait que les tribus n'avaient le droit de chasser qu'à l'intérieur des limites autorisées. Les frontières définies à Prairie du Chien servirent ensuite lors des cessions de terres des traités qui suivirent.
À cause du vaste domaine concerné par le traité et parce que toutes les tribus concernées ne pouvaient être présentes lors de sa signature, le traité prévoit que de nouveaux conseils peuvent être tenu l'année suivante en 1826. C'est grâce à ces conseils additionnels que les Ojibwés acceptèrent le traité.

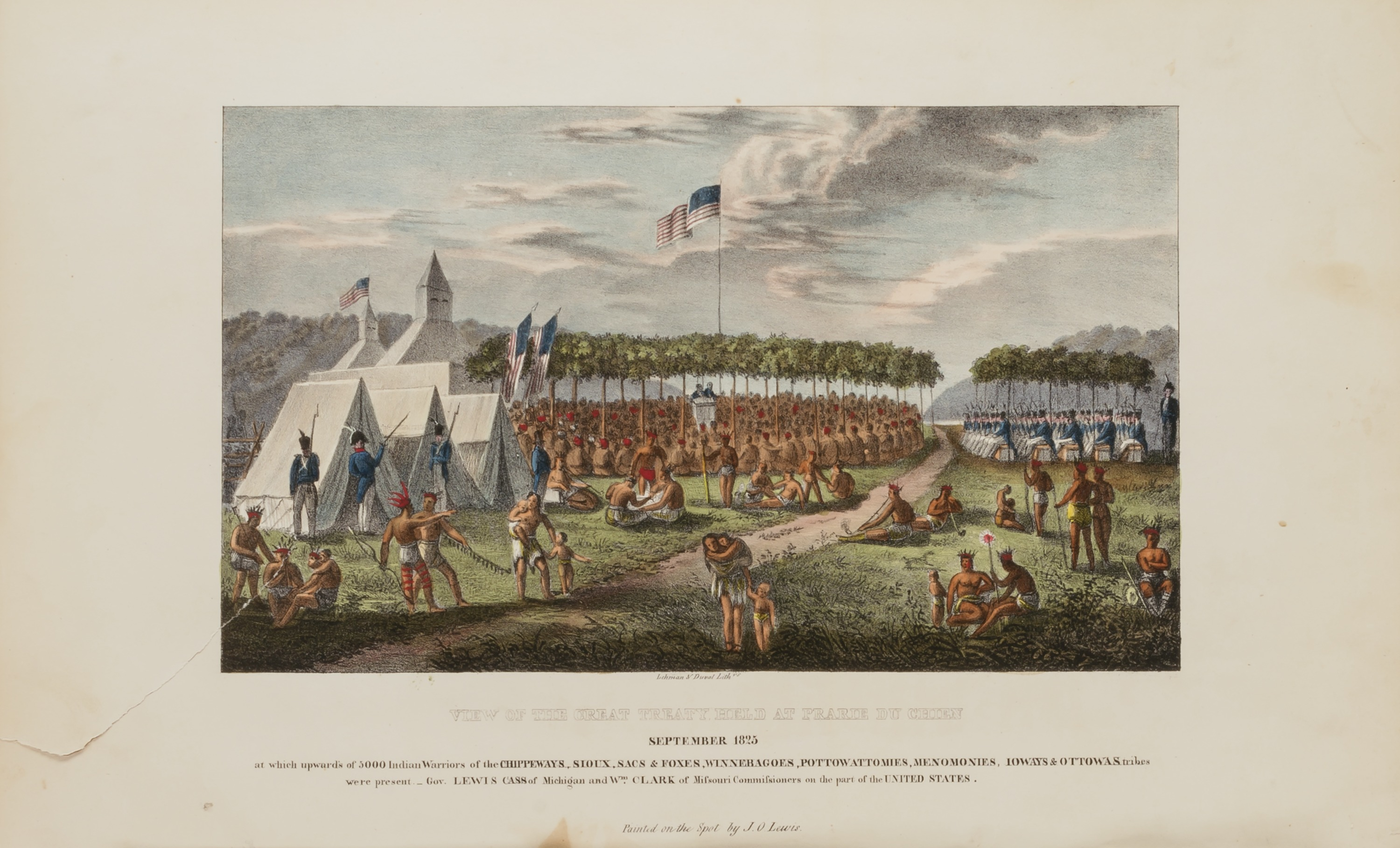
View of the Great Treaty Held at Prairie Du Chien, par James Otto Lewis, paru en 1835 dans The Aboriginal Port Folio.

À l'occasion de la signature du traité, le peintre James Otto Lewis réalisa une série de portraits de chefs amérindiens qui furent publiés en 1835 dans un recueil de lithographies titré The Aboriginal Port Folio.

## Source
- (en) Cet article est partiellement ou en totalité issu de l’article de Wikipédia en anglais intitulé « Treaty of Prairie du Chien » (voir la liste des auteurs).